# 林溢鋒
林溢鋒（英語：Alvin Lam，1976年9月23日—）是香港資訊科技企業家，天使投資者。

## 生平
林溢鋒生於香港，畢業於香港科技大學工商管理學（主修金融學）。他在1998年畢業時適逢發生亞洲金融風暴，他將自己當時的興趣「網頁設計」變成事業，開設公司為客戶設計企業網站和提供數位行銷。公司發展模式被選為《哈佛商業評論》的商業案例，成為MBA及EMBA教材。
2015年公司獲國際管理諮詢公司埃森哲收購。林溢鋒其後創辦科技投資公司，現為天使投資者，於《信報》，《香港經濟日報》，《蘋果日報》專欄分享有關初創企業的經歷。

## 公職及專業服務
- 香港浸會大學客席講師[8]
- 香港科技大學校董，評議會會長，校友會會長

## 外部連結
- 林溢鋒的Facebook專頁
- 個人網誌
- 林溢鋒的領英專頁[]